# Puchar Chorwacji w piłce siatkowej mężczyzn (2010)
Rozgrywki o Puchar Chorwacji w piłce siatkowej mężczyzn w 2010 roku (Hrvatski kup) zainaugurowane zostały 2 października. 
Rozgrywki składały się z dwóch rund wstępnych, półfinałów, meczu o 3. miejsce i finału.
Finał rozegrany został 19 grudnia 2010 roku w GD Kaštela w Kaštel Stari.
Puchar Chorwacji zdobyła drużyna OK Mladost Marina Kaštela.

## Terminarz
| Runda            | Termin              | Termin              | Liczba meczów |
| Runda            | pierwszy mecz       | ostatni mecz        | Liczba meczów |
| ---------------- | ------------------- | ------------------- | ------------- |
| 1. runda         | 1 października 2010 | 6 października 2010 | 14            |
| 2. runda         | 9 listopada 2010    | 18 listopada 2010   | 8             |
| Turniej finałowy | 18 grudnia 2010     | 19 grudnia 2010     | 4             |

## Drużyny uczestniczące
| Superliga                        | Superliga   |
| Zespół                           | Osiągnięcie |
| -------------------------------- | ----------- |
| HAOK Mladost Zagrzeb             | finał       |
| OK Mladost Marina Kaštela        | zwycięstwo  |
| MOK Mursa Pan Papirna Industrija | 4. miejsce  |
| MOK Rijeka                       | 1. runda    |
| MOK Šibenik                      | 1. runda    |
| MOK Zagrzeb                      | 1. runda    |
| OK Daruvar                       | 2. runda    |
| OK Karlovac                      | 1. runda    |
| OK Opatija                       | 1. runda    |
| OK Sisak                         | 3. miejsce  |
| OK Varaždin                      | 2. runda    |
| OKM Centrometal                  | 2. runda    |

| 1. hrvatska liga  | 1. hrvatska liga |
| Zespół            | Osiągnięcie      |
| ----------------- | ---------------- |
| MOK Gornja Vežica | 1. runda         |
| OK Split          | 2. runda         |

| Inne             | Inne        |
| Zespół           | Osiągnięcie |
| ---------------- | ----------- |
| OK Velika Gorica | 1. runda    |

## Rundy wstępne
Drużyny oznaczone czcionką pogrubioną awansowały do dalszej rundy, a kursywą odpadły z rozgrywek. Po lewej gospodarze pierwszych meczów.

### 1. runda
| 02.10.2010 | OK Opatija  | 0:3 (16:25, 19:25, 20:25)        | HAOK Mladost Zagrzeb |
| 06.10.2010 | OK Opatija  | 0:3 (16:25, 12:25, 8:25)         | HAOK Mladost Zagrzeb |
| 01.10.2010 | MOK Šibenik | 1:3 (21:25, 18:25, 25:20, 16:25) | OK Varaždin          |
| 02.10.2010 | MOK Šibenik | 1:3 (24:26, 25:20, 22:25, 14:25) | OK Varaždin          |
| 02.10.2010 | OK Daruvar  | 1:3 (20:25, 22:25, 25:20, 17:25) | OK Karlovac          |
| 06.10.2010 | OK Daruvar  | 3:0 (25:19, 28:26, 25:18)        | OK Karlovac          |
| 02.10.2010 | OK Split    | 1:3 (25:16, 22:25, 19:25, 16:25) | MOK Rijeka           |
| 05.10.2010 | OK Split    | 3:0 (25:23, 25:22, 25:17)        | MOK Rijeka           |

| 02.10.2010 | MOK Gornja Vežica                | 1:3 (18:25, 19:25, 25:22, 18:25)        | OK Sisak        |
| 06.10.2010 | MOK Gornja Vežica                | 3:2 (25:23, 21:25, 16:25, 25:23, 16:14) | OK Sisak        |
| 02.10.2010 | MOK Mursa Pan Papirna Industrija | 3:0 (25:21, 25:19, 25:20)               | MOK Zagrzeb     |
| 06.10.2010 | MOK Mursa Pan Papirna Industrija | 3:0 (25:20, 25:16, 25:17)               | MOK Zagrzeb     |
|            | OK Velika Gorica                 | 0:3 (0:25, 0:25, 0:25)                  | OKM Centrometal |
|            | OK Velika Gorica                 | 0:3 (0:25, 0:25, 0:25)                  | OKM Centrometal |

### 2. runda
| 10.11.2010 | OK Split        | 3:2 (23:25, 26:24, 15:25, 25:19, 15:10) | HAOK Mladost Zagrzeb      |
| 14.11.2010 | OK Split        | 0:3 (20:25, 18:25, 13:25)               | HAOK Mladost Zagrzeb      |
| 09.11.2010 | OKM Centrometal | 0:3 (19:25, 21:25, 20:25)               | OK Mladost Marina Kaštela |
| 18.11.2010 | OKM Centrometal | 0:3 (14:25, 12:25, 16:25)               | OK Mladost Marina Kaštela |

| 10.11.2010 | OK Sisak                         | 3:1 (25:16, 19:25, 25:22, 25:21)        | OK Varaždin |
| 17.11.2010 | OK Sisak                         | 2:3 (17:25, 19:25, 25:19, 25:19, 13:15) | OK Varaždin |
| 10.11.2010 | MOK Mursa Pan Papirna Industrija | 3:2 (25:17, 21:25, 22:25, 25:21, 15:10) | OK Daruvar  |
| 17.11.2010 | MOK Mursa Pan Papirna Industrija | 3:1 (26:24, 25:19, 18:25, 25:18)        | OK Daruvar  |

## Turniej finałowy

### Półfinały
| 18.12.2010 | HAOK Mladost Zagrzeb | 3:1 (23:25, 25:17, 25:17, 25:19) | MOK Mursa Pan Papirna Industrija |

| 18.12.2010 | OK Mladost Marina Kaštela | 3:0 (25:12, 25:17, 25:16) | OK Sisak |

### Mecz o 3. miejsce
| 19.12.2010 | MOK Mursa Pan Papirna Industrija | 0:3 (21:25, 22:25, 15:25) | OK Sisak |

### Finał
| 19.12.2010 | HAOK Mladost Zagrzeb | 2:3 (25:27, 19:25, 25:22, 29:27, 7:15) | OK Mladost Marina Kaštela |

## Nagrody indywidualne
| Najlepszy zawodnik (MVP)                      | Najlepiej atakujący                      | Najlepiej rozgrywający                       | Najlepiej blokujący                   | Najlepiej zagrywający                   | Najlepsze libero                         |
| --------------------------------------------- | ---------------------------------------- | -------------------------------------------- | ------------------------------------- | --------------------------------------- | ---------------------------------------- |
| Aleksandar Milkov (OK Mladost Marina Kaštela) | Branko Damjanović (HAOK Mladost Zagrzeb) | Aleksandar Mitev (OK Mladost Marina Kaštela) | Matija Sabljak (HAOK Mladost Zagrzeb) | Ivan Rančić (OK Mladost Marina Kaštela) | Goran Brozić (OK Mladost Marina Kaštela) |

## Klasyfikacja końcowa
| Miejsce | Zespół                           |
| ------- | -------------------------------- |
| 1       | OK Mladost Marina Kaštela        |
| 2       | HAOK Mladost Zagrzeb             |
| 3       | OK Sisak                         |
| 4       | MOK Mursa Pan Papirna Industrija |
| 5-8     | OK Daruvar                       |
| 5-8     | OK Split                         |
| 5-8     | OK Varaždin                      |
| 5-8     | OKM Centrometal                  |